# Christiaan Wisse
Christiaan Wisse (Rilland-Bath, 18 oktober 1915 - Den Haag, 3 april 1976) was een Nederlandse verzetsstrijder tijdens de Tweede Wereldoorlog.

## Levensloop
Christiaan Wisse was politieagent te Brouwershaven en actief in het verzet. Hij nam deel aan het verzet vanuit zijn gereformeerde geloofsovertuiging. Hij was betrokken bij de verzetsorganisatie "Landelijke organisatie voor hulp aan onderduikers" (de L.O.) onder leiding van Frits de Zwerver. Hij was ingeschakeld bij de Ordedienst (de O.D.) en de Inlichtingendienst. Vooral in de jaren 1943 tot 1945 was hij actief en kwam zijn betrekking bij de politie het verzet goed van pas: onder dekking van zijn uniform kon veel verzetswerk ongemerkt uitgevoerd worden. Wisse was betrokken bij het vervoer van Joden naar een onderduikplaats, zelfs tot in België; hij spoorde piloten van neergeschoten vliegtuigen op en liet ze onderduiken; hij liet door de Duitsers gezochte personen onderduiken; hij verzamelde en transporteerde door geallieerden afgeworpen wapens.

## Poging uit te wijken naar bevrijd gebied
In de nacht van 6 december 1944 ontsnapte Wisse met zijn vrouw aan arrestatie door de Duitsers bij een poging met 16 anderen vanuit het bezette Schouwen-Duiveland met een mosselkotter met Engelse commando's over te steken naar het bevrijde Noord-Beveland.
Wisse was met zijn vrouw Femia van Beest ingedeeld bij de groep verzetsstrijders en geallieerde piloten die van Schouwen naar Noord-Beveland zou worden gehaald. Door een misleiding van een patrouille Duitsers is het hun beiden gelukt aan de gevangenneming te ontkomen. Deze gebeurtenis, waarbij tien van zijn vrienden: de Tien van Renesse, door ophanging het leven lieten, heeft hem zeer aangegrepen. Hij vluchtte van de zeedijk bij Zierikzee naar Kerkwerve en uiteindelijk naar Dreischor, zich steeds verborgen houdende in geïnundeerde woningen. Hij werd op 21 december 1944, zonder dat men van zijn betrokkenheid bij de Tien van Renesse wist, als staatsgevaarlijk overgebracht naar een kamp bij Hamburg. Daar zat hij tot de bevrijding.
Het aanvankelijke plan om alleen de geallieerde piloten over te laten brengen naar het bevrijde Noord-Beveland was afkomstig van Christiaan Wisse. Later werd het aantal uitgebreid tot 17, waaronder vele verzetsstrijders van Schouwen-Duiveland.

## Proces-Verbaal over de Tien van Renesse
Als opsporingsambtenaar, ingedeeld bij de Politieke Opsporingsdienst te Zierikzee, heeft Wisse in opdracht van het hoofd van de recherche een onderzoek ingesteld wegens het feit dat door Duitse militairen op 10 december 1944 te Renesse 10 illegale werkers vermoord zijn. Dit belangrijke onderzoek begon direct na de bevrijding en werd afgesloten op 1 oktober 1945. Veel van wat we weten over de geschiedenis van de Tien van Renesse is aan dit proces-verbaal van Wisse te danken.

## Begeleiding Rauter naar executieplaats
Op 23 maart 1949 ontving Wisse het eervolle verzoek om op vrijdag 25 maart 1949 Hanns Albin Rauter ’s morgens vroeg om 6.10 van de Strafgevangenis te Scheveningen over te brengen naar de plaats waar om 6.30 de doodstraf aan hem zou worden voltrokken. Betrokkene moest ongeboeid vervoerd worden.

## Oorlogsherinneringskruis
Na de oorlog ontving Christiaan Wisse het Oorlogsherinneringskruis met de gesp “Nederland Mei 1940” bij Koninklijk Besluit van 6 januari 1948.